# Condeixa-a-Nova
Condeixa-a-Nova es una villa portuguesa del distrito de Coímbra, región estadística del Centro (NUTS II) y comunidad intermunicipal de Coímbra (NUTS III), con cerca de 4000 habitantes. Está situada a 12 km de la capital del distrito.

## Geografía
Es la sede de un municipio con 141,16 km² de área y 16 735 habitantes (2021), subdividido en 7 freguesias que incluyen un total de 88 lugares. El municipio está limitado al norte por el municipio de Coímbra, al este por Miranda do Corvo, al sureste por Penela, al sudoeste y oeste por Soure y al noroeste por Montemor-o-Velho.

## Patrimonio
- Conímbriga. Importantes ruinas de la ciudad romana.
- Palacio de Sotto Mayor
- Palacio Dos Figuereidos

## Demografía
| Gráfica de evolución demográfica de Condeixa-a-Nova entre 1849 y 2021 |
|                                                                       |
| Datos según el nomenclátor publicado por el INE portugués.            |

## Freguesias
Las freguesias de Condeixa-a-Nova son las siguientes:
- Anobra
- Condeixa-a-Velha e Condeixa-a-Nova
- Ega
- Furadouro
- Sebal e Belide
- Vila Seca e Bem da Fé
- Zambujal